# На срібній планеті (роман)

Обкладинка видання роману у 1912 році

«На срібній планеті» (пол. Na srebrnym globie. Rękopis z Księżyca) — науково-фантастичний роман польського письменника Єжи Жулавського, уперше виданий у 1903 році видавництвом «Towarzystwo Wydawnicze S. Sadowski» у Львові у 1903 році. Роман є першою частиною «Місячної трилогії», до якої також входять романи «Звитяжець» (уперше видана у 1910 році) та «Стара Земля» (уперше видана у 1911 році).

## Сюжет роману
Роман написана у формі щоденника одного з учасників експедиції на Місяць. Міжнародна наукова експедиція після висадки на супутник Землі хоче перевірити гіпотезу, що на його протилежній стороні в його атмосфері наявний кисень, і вона придатна до колонізації. Учені, які перебувають у спеціально сконструюваному транспортному засобі, на шляху до мети перетинають численні гірські вершини та ущелини Місяця. Ця подорож уподібнюється до своєрідної кривої боротьби людини із власними недоліками, а, враховуючи віддаленість людини від матері-Землі, може розцінюватись як метафоричний опис долі групи людей, які ізольовані від решти суспільства.
Подорож закінчується смертю частини учасників експедиції. Група людей, які залишились у живих, досягають у кінці до другої півкулі Місяця, в атмосфері якої є кисень, і вона придатна для життя. Мандрівники засновують на зворотній стороні Місяця колонію, засновану на принципі суспільного егалітаризму. Проте розвиток цієї колонії наштовхується на протиріччя характерів у групі людей. Потомки поселенців, враховуючи закони природного добору та наявність у колонії явища інбридингу (усі вони походять від однієї матері), а також унаслідок зниженої сили тяжіння, зазнають поступової фізичної дегенерації та успадковують переважно негативні риси характеру. Хоча природні умови були для людей непогані, проте їм не вдалось створити ідеальне суспільство на Місяці, а лише суспільство, засноване на строгій ієрархії та пригнобленні людини людиною.
Жулавський у повісті розширює позитивістичні ідеали процесів пізнання та науки у понятті метафізичного неспокою, який супроводжує розповідь на фоні глибин недослідженого космічного простору. Жадоба пізнання, яка, хоч і спирається на найновіші технології, призводить до поразки людини у боротьбі із силами природи. Автор повісті також показує процес створення нової релігії, яка спирається на міф про батьків-засновників.

## Український переклад
Українською мовою роман під назвою «На срібному місяці» разом із іншими частинами «Місячної трилогії» перекладено 1927 року Леонідом та Валерією Пахаревськими.

## Екранізації
У 1976 році в Польщі режисером Анджеєм Жулавським, родичем Єжи Жулавського, був знятий фільм «На срібній планеті» за мотивами однойменного роману.